# Calamagrostis ramonae
Calamagrostis ramonae är en gräsart som beskrevs av Escalona. Calamagrostis ramonae ingår i släktet rör, och familjen gräs.
Artens utbredningsområde är Venezuela. Inga underarter finns listade i Catalogue of Life.